# Горбатий кит
Горбач, або горбатий кит (Megaptera novaeangliae) — морський ссавець родини Смугачеві підряду китовидих («вусатих китів»). Єдиний сучасний вид свого роду (Megaptera) і підродини (Megapterinae).
Свою назву цей вид і рід отримав через спинний плавець, що надає тілу горбатої форми, та від звички при плаванні сильно вигинати спину в районі цього плавця. Дорослі самці в середньому завдовжки 13–14 метрів, а самиці — 14–16 метрів; вага становить від 25 до 30 тонн. Найбільша тривалість життя самців становила 48 років, а
самиць — 38 років

## Поширення
Горбач розповсюджений від Арктики до Антарктики. В Антарктиці вони живляться тільки ракоподібними, у місцях зимівель голодують. В інших районах їжа більш різноманітна — придонні і пелагічні рачки, риби, нечасто головоногі молюски.
Горбачі міграційні тварини. У північній частині Тихого океану мігрують дві череди: одна мігрує від Чукотського моря до берегів Каліфорнії і Мексики, друга — від Алеутських островів, Аляски і Камчатки до Тайваню і Маріанських островів. У північній частині Атлантичного океану мігрують дві череди: східна — від Шпіцбергену та Нової Землі до Північно-Західної Африки й островів Зеленого Мису, західна — від Гренландії та Ісландії до Антильських островів.
Від берегів Антарктиди горбачі мігрують у п'яти напрямках:
- до західного берега Південної Америки (Чилі і Перу);
- до східної сторони Південної Америки і до Південно-Західної Африки (Ангола і Конго);
- до Південно-Східної Африки і Мадагаскару;
- до Західної Австралії;
- до Східної Австралії, Нової Зеландії і деяких островів Меланезії і Полінезії.

## Розмноження
Статевої зрілості горбачі досягають у 5-6 років, довжина тіла самиць досягає в середньому 12 м, самців — 11,7 м. Спарюються переважно взимку. Вагітність триває 11-12 місяців. Народжують, за різними даними, один раз на рік або  на два роки. Дитинчата народжуються довжиною від 4 до 5,2 м. Годування молоком, яке містить 45-49 % жиру, 8,6-9,7 % білка, 0,35-1,03 % цукру, триває 5-10 місяців і за цей час вони виростають до 8-9 м.

## Підвиди
Виділяють три підвиди горбачів: північний і два південних: світліший австралійсько-новозеландський і темніших атлантично-африканський. — більш темний і великий.

## Поведінка
Горбаті кити інстинктивно захищають інших морських істот та людей від акул.